# Roźwienica (gemeente)
De gemeente Roźwienica is een landgemeente in het Poolse woiwodschap Subkarpaten, in powiat Jarosławski.
De zetel van de gemeente is in Roźwienica.
Op 30 juni 2004 telde de gemeente 6447 inwoners.

## Oppervlakte gegevens
In 2002 bedroeg de totale oppervlakte van gemeente Roźwienica 70,69 km², waarvan:
- agrarisch gebied: 74%
- bossen: 19%

De gemeente beslaat 6,87% van de totale oppervlakte van de powiat.

## Demografie
Stand op 30 juni 2004:
| Omschrijving                   | Totaal | Totaal | Vrouwen | Vrouwen | Mannen | Mannen |
| ------------------------------ | ------ | ------ | ------- | ------- | ------ | ------ |
| eenheid                        | aantal | %      | aantal  | %       | aantal | %      |
| inwoners                       | 6447   | 100    | 3276    | 50,8    | 3171   | 49,2   |
| bevolkingsdichtheid (inw./km²) | 91,2   | 91,2   | 46,3    | 46,3    | 44,9   | 44,9   |

In 2002 bedroeg het gemiddelde inkomen per inwoner 1353,9 zł.

## Administratieve plaatsen (sołectwo)
Bystrowice, Chorzów, Cząstkowice, Czudowice, Roźwienica, Rudołowice, Tyniowice, Węgierka, Więckowice, Wola Roźwienicka, Wola Węgierska.

## Aangrenzende gemeenten
Chłopice, Krzywcza, Pawłosiów, Pruchnik, Rokietnica, Zarzecze